# الدوري المصري القسم الرابع
الدوري المصري القسم الرابع أو دوري الدرجة الرابعة المصري هو الدوري الأصغر في دوريات كرة القدم المصرية، حيث يهبط إليه ثلاث فرق من 14 مجموعة في دوري الدرجة الثالثة .

## الفرق
يلعب في الدوري المصري القسم الرابع 48 فريق تتنافس ثلاث فرق منها على الصعود إلى القسم الأعلى منه وهو دوري الدرجة الثالثة ولا يوجد هبوط في هذا الدوري مثلما يحدث في الدوريات الثلاث الأعلى.